# Не вір нікому (Цілком таємно)
Не вір нікому (англ. Trust No 1) — 6-й епізод дев'ятого сезону серіалу «Цілком таємно». Епізод належить до «міфології серіалу» та надає можливість краще з нею ознайомитися. Прем'єра в мережі «Фокс» відбулася 6 січня 2002 року.
У США серія отримала рейтинг Нільсена, рівний 6.1, це означає — в день виходу її подивилися 8.4 мільйона глядачів.

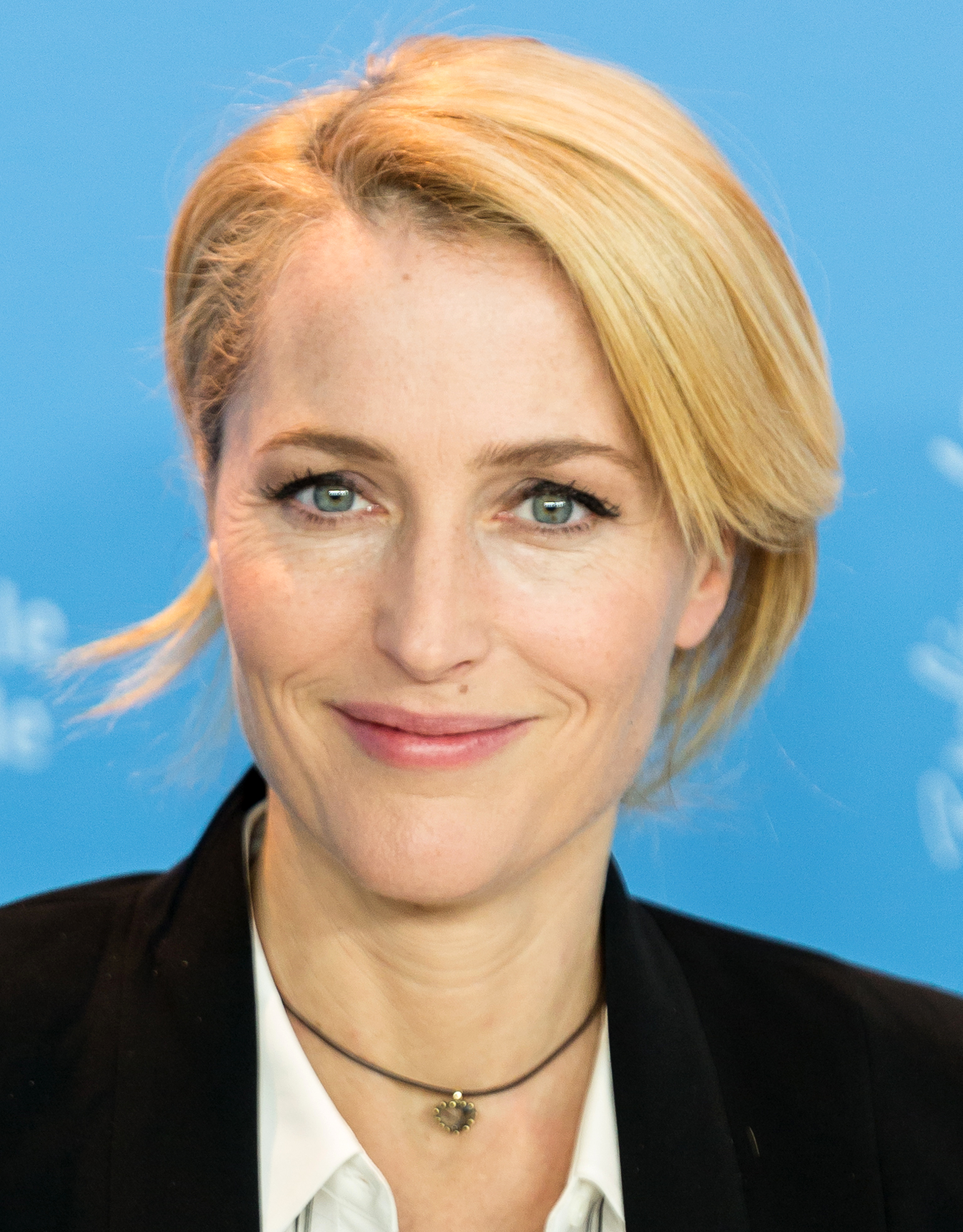

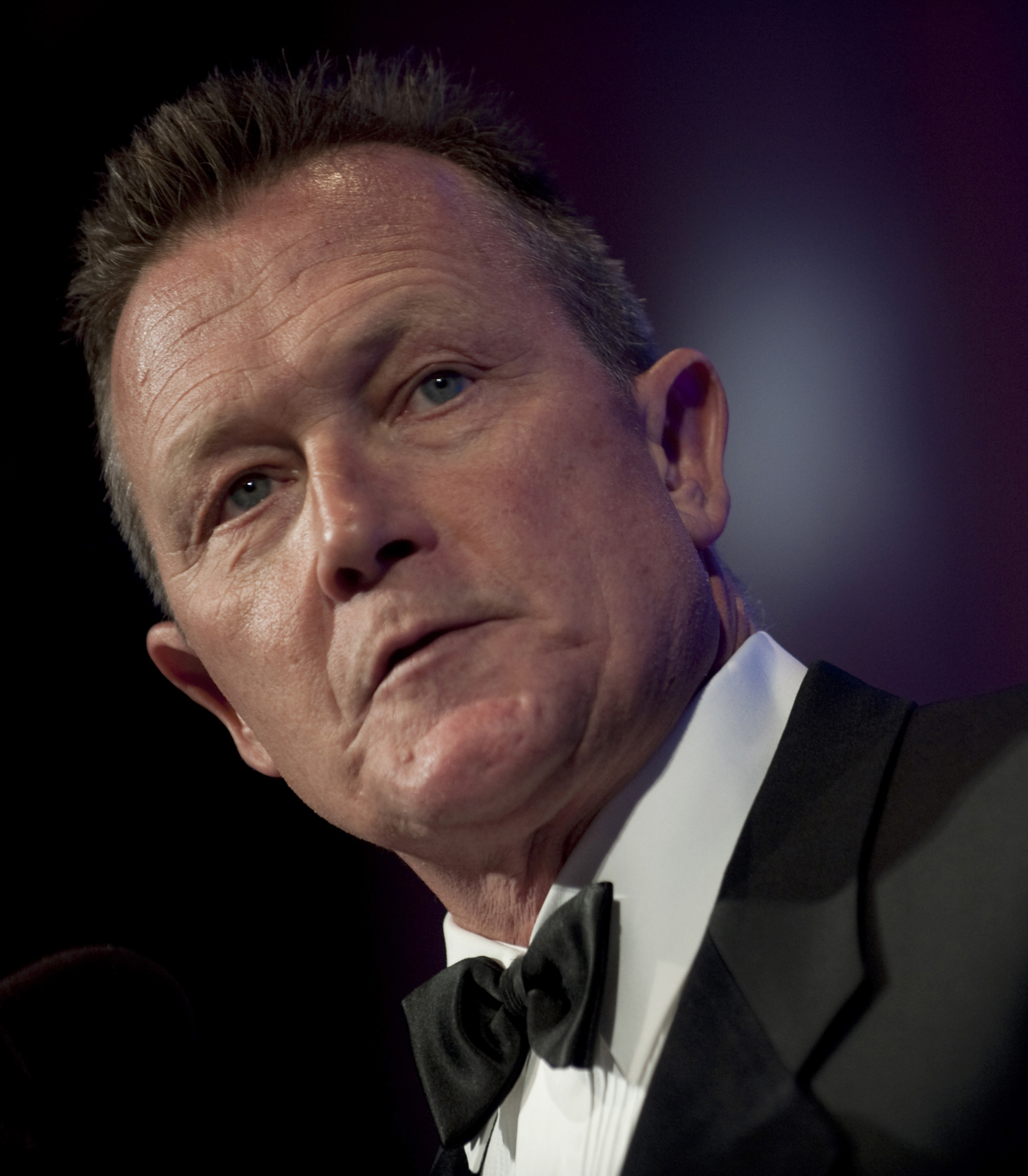

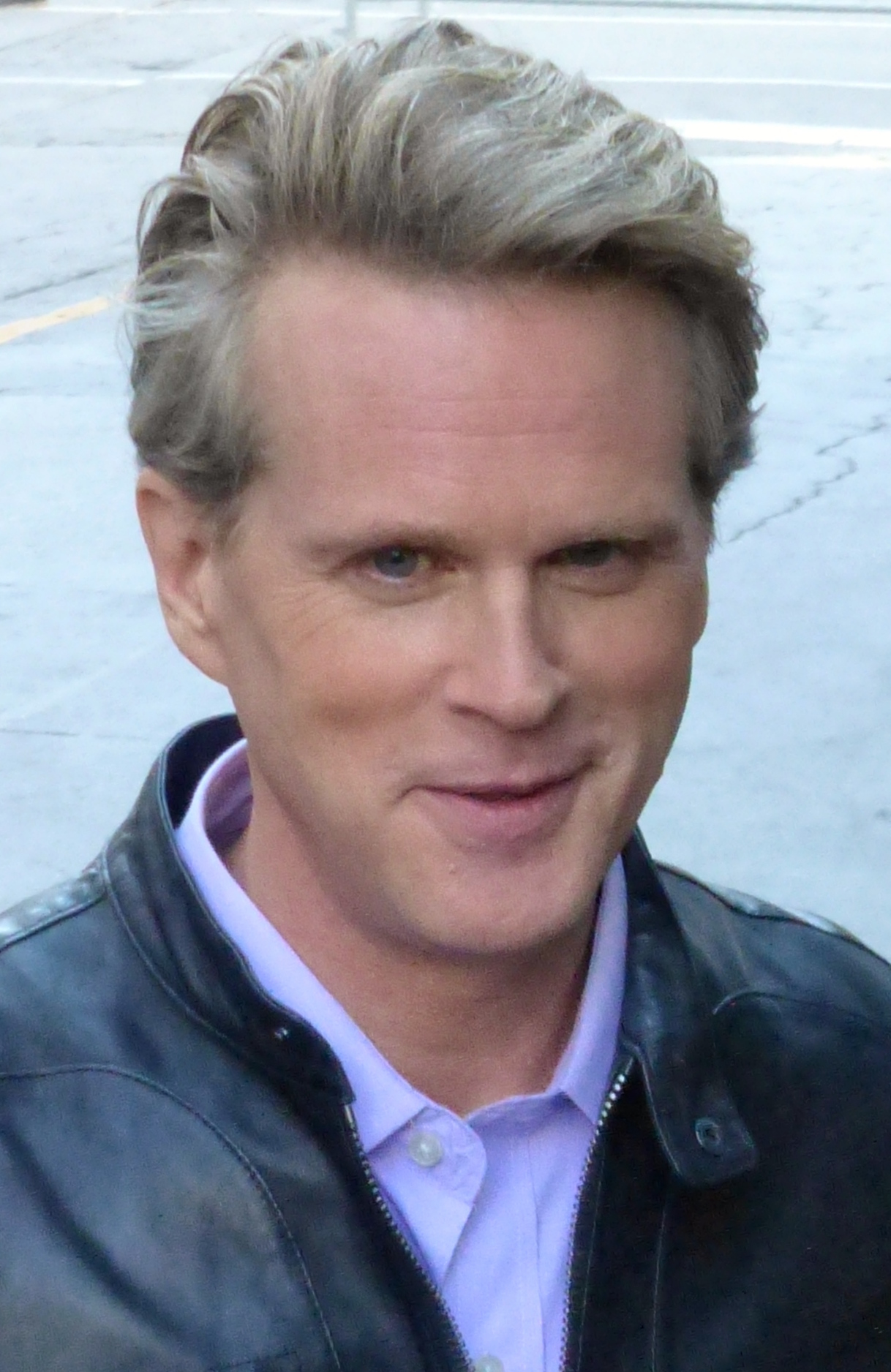

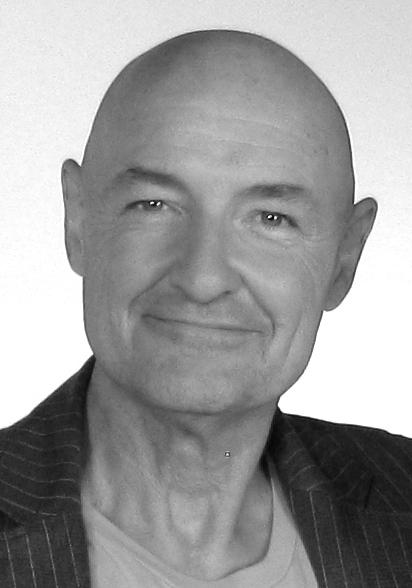

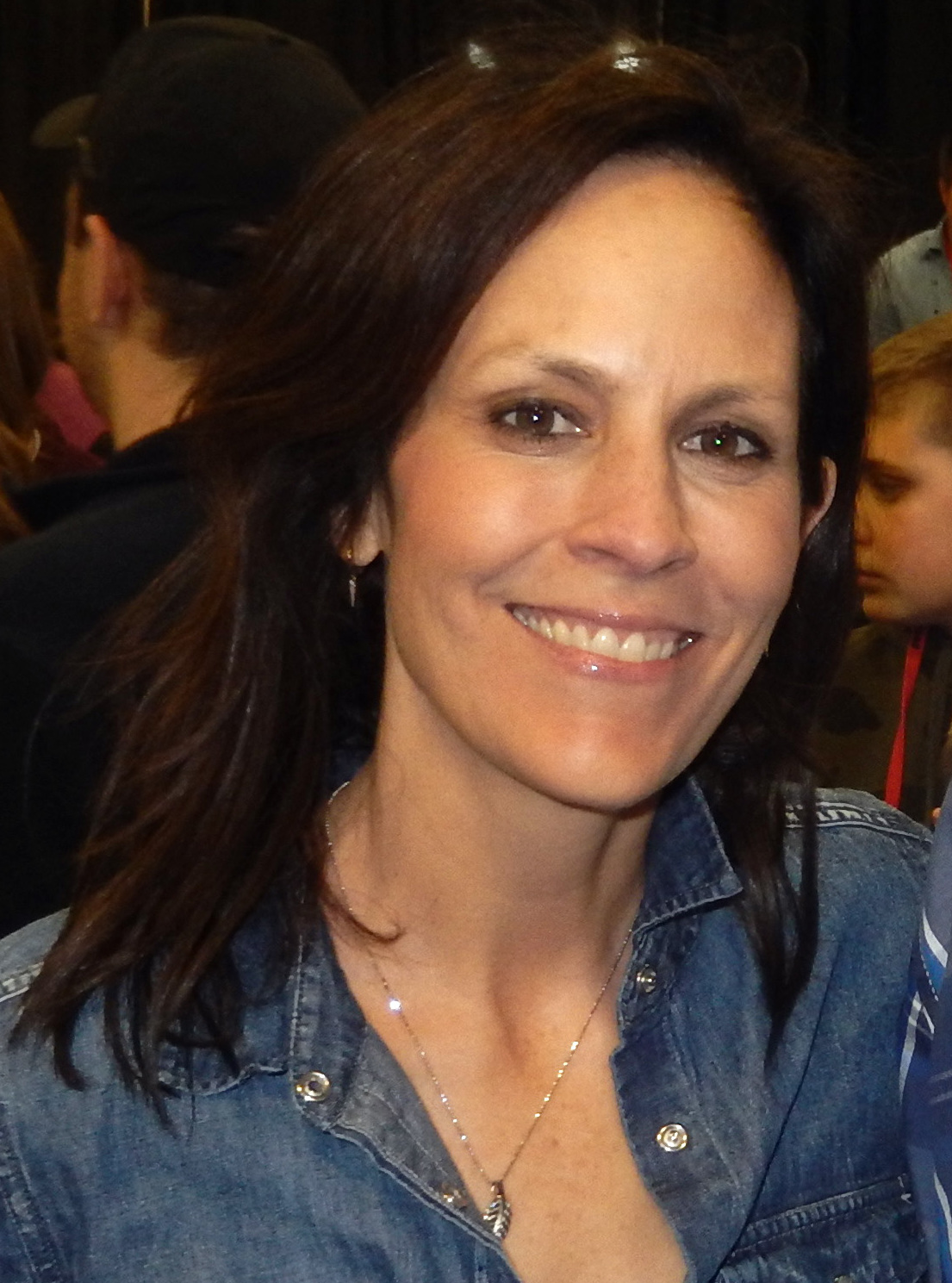

Незнайомець пропонує Скаллі інформацію про те, що спонукало Малдера на втечу, і Дейна, сподіваючись на возз'єднання з ним, погоджується, чим наражає того ще більшої небезпеки, так як та людина виявляється суперсолдатом.

## Зміст
Вони спостерігають
Дейна подумки розмовляє із своїм сином і згадує Фокса Малдера.
Перебуваючи в інтернет-кав'ярні з Вільямом, Дейна Скаллі прочитує повідомлення від Малдера. Вона бачить немовля, що плаче, і спостерігає, як його мати, Петті, свариться зі своїм чоловіком надворі. Скаллі приглядає за дитиною, і мама йде разом із малюком. Тим часом Джон Доггетт і Моніка Рейєс відвідують Скаллі в Квантіко, щоб розповісти їй про одного чоловіка, який хоче зв'язатися з Фоксом Малдером. Доггетт заохочує Скаллі зв'язатися з Малдером, вважаючи, що інформатор має імена суперсолдатів і може виявитися життєво важливим для їх відстеження. Інформатор вказує, що він не готовий поділитися цією інформацією ні з ким, окрім Малдера. Скаллі, побоюючись за безпеку Малдера, неправдиво стверджує, що не знає його місцезнаходження.
Через деякий час Скаллі бачить, як Петті знову свариться зі своїм чоловіком, який їде з їхньою дитиною в машині. Скаллі підходить до Патті, пропонуючи їй допомогу. Дейна переконує Петті залишитися на цю ніч у її квартирі, дізнавшись, що їй більше нікуди йти. Тим часом Доггетт і Рейєс вишукують місце, звідки до них був дзвінок інформатора. Вони бачать, як чоловік Петті, який, на їхню думку, є навідником, заходить у закинуту будівлю. Всередині чоловік сидить за комп'ютером. Людина-Тінь, який, здається, є босом чоловіка, стежить за Скаллі за допомогою відеоспостереження.
Вранці агенти спостерігають від'їзд чоловіка Петті і рушають за ним. В квартирі Скаллі Патті вимикає радіоняню і знімає Вільяма з його ліжечка. Скаллі прокидається, коли їй телефонує Доггетт і попереджає, що інформатор, за яким вони стежили, щойно зайшов до її житлового будинку. Потім Скаллі чує плач Вільяма і протистоїть Петті націливши на неї пістолет. Саме тоді чоловік Петті намагається зламати вхідний замок Скаллі, але його зупиняють Доггетт і Рейєс. Чоловік повідомляє агентам, що за ними спостерігають, і дає знак Скаллі закрити вікно. Потім повідомляє Скаллі, що він працівник АНБ без права розголошення прізвища. Патті каже, що їхня дочка Джой така ж, як Вільям, і вони лише хочуть убезпечити обидвох дітей. Чоловік розповідає, що його керівник відкрив проект «Суперсолдати» і натякає на злочини проти невинних людей. Він благає Скаллі покликати Малдера з криївки, щоб передати йому цю інформацію.
Дзвонить телефон — це Людина-Тінь телефонує Скаллі і каже їй, що він зв'яжеться з Малдером за один день, інакше він зникне разом із даними Суперсолдатів. Скаллі відмовляється, якщо вона не зможе зустрітися з Людиною-Тінню віч-на-віч. Людина-Тінь дає Скаллі детальні інструкції про те, як і де зустрітися з ним — в інтернет-кафе, попереджаючи її, що навіть незначне відхилення від його інструкцій означатиме, що він більше ніколи не зв'яжеться з нею. Людина-Тінь каже Скаллі їхати на захід у серії транспортних засобів, поки їй не скажуть зупинитися. Він також каже їй переодягтися в інший одяг, який у нього є в багажнику автомобіля, яким вона керує; Скаллі неохоче підкоряється. Несподівано Людина-Тінь підходить до Скаллі і знищує її автомобіль за допомогою дистанційно підірваної бомби. Він пояснює, що спостерігає за нею досить довго, і розповідає чимало делікатних деталей.
Доггетт приходить до Дейни в Академію ФБР і застерігає — навколо неї ведеться подвійна гра. Скаллі нарешті поступається і зв'язується з Малдером; вона розповідає Доггетту, що перед тим, як Малдер пішов, вони розробили план, згідно з яким, якщо він повернеться, Фокс прибуде поїздом. Доггетт закликає Скаллі зв'язатися з Малдером і сказати йому не приходити, побоюючись, що Людина-Тінь влаштовує йому пастку. Скаллі відповідає, що хоче бачити Малдера, і відміняти це вже пізно. Рейєс, Доггетт і агент АНБ прикривають Скаллі на вокзалі — агент вимикає одну з камер. Однак, коли потяг під'їжджає, з'являється Людина-Тінь і вбиває агента — який виявив його і вже прицілювався, перш ніж підійти до Скаллі. Перш ніж Людина-Тінь встигає вбити Скаллі, з'являється Доггетт і стріляє в нього двічі, внаслідок чого він падає на залізничні колії, де потяг, здавалося б, наїжджає на нього. Через те, що сталася стрілянина, до великого жаху Скаллі, станційний диспетчер наказує водію поїзда рухатися далі.
Поки Скаллі втішає Петті, чий чоловік щойно помер на руках у Дейни, Доггетт повідомляє, що не може знайти тіло Людини-Тіні. Скаллі, боячись того, що Тінь суперсолдат, який переслідує Малдера, переслідує потяг. До співробітника, який працює на залізниці, дзвонять по радіо і кажуть, що хтось стрибнув з поїзда в напрямі кар'єра Менвілл-Рок. Доггетт і Рейєс ганяються за кимось, кого вони вважають за Малдера, а Скаллі йде глибше в каменоломню. Там на неї нападає Людина-Тінь. Раптом Людину-Тінь руйнує і втягує в себе й знищує магнетит, який видобувають у кар'єрі. Суперсолдати були зроблені на основі невідомих земній науці сполук заліза.
Скаллі знову пише Малдеру і ділиться пережитим.

## Зйомки
«Не вір нікому» був написаний Крісом Картером разом із Френком Спотніцем; його зняв Тоні Вормбі. У епізоді бере участь Девід Духовни — за допомогою використання раніше знятих кадрів. За словами Метта Гурвіца та Кріса Ноулі у книзі «Повне Цілком таємно», епізод включає теми «про орвеллівське спостереження». «Не вір нікому» був написаний у відповідь на заяви шанувальників, які вважали, що протягом восьмого сезону викрадення Малдера не розглядалося до його дивовижного повернення в «Цього не може бути!»/«DeadAlive». Незважаючи на це, режисер Кім Меннерс критично поставився до такого погляду на Малдера, зазначивши: «Єдине, що я думав — ми не зробили правильно протягом восьмого та дев'ятого сезонів — це те, що багато епізодів були про Малдера. І на мою думку це було помилкою знімати серіал про людину, яка не стояла перед камерою».
Адреси електронної пошти, які Малдер і Скаллі використовують для спілкування, були справжніми, створеними та підтримуваними «Ten Thirteen Productions». Слоган епізоду — «Вони дивляться», згодом замінений на звичайний «Істина поза межами досяжного».
Террі О'Квінн, який з'являється в цьому епізоді як Людина-Тінь, виступав в подобі різних персонажів у епізодах другого сезону «Обрі» та художньому фільмі 1998 року. Він також грав роль Пітера Воттса в «Мілленіумі» і з'явився в серіалі «Жорстоке царство». Пізніше О'Квінн отримав прізвисько «Містер Ten Thirteen» через його появу в багатьох серіалах і фільмах, пов'язаних з «Ten Thirteen Productions», компанією, яка випустила «Секретні матеріали».

## Показ і відгуки
«Не вір нікому» вперше було продемонстровано в мережі «Fox» у США 6 січня 2002 року. Цей епізод отримав рейтинг Нільсена 5,1, що означає — його побачили 5,1 % домогосподарств країни та переглянули 5,4 мільйона домогосподарств і 8,4 мільйона глядачів. У Великій Британії епізод вийшов в етер на «BBC Two» 8 грудня 2002 року. Згодом ця серія була включена у «Міфологію „Цілком таємно“», том 4 — Суперсолдати, колекція DVD, що містить епізоди, пов'язані з сюжетною лінією інопланетних суперсолдатів.
Епізод отримав змішані або негативні відгуки телекритиків. Джессіка Морган з «Телебачення без жалю» поставила серії оцінку «B–». Роберт Ширман і Ларс Пірсон у книзі «Хочемо вірити: критичний посібник з Цілком таємно, Мілленіуму і Самотніх стрільців» оцінили епізод на 1 зірку з п'яти. Оглядачі назвали серію «вправою з марноти… в кращому випадку» і стверджували — через те, що Духовни покинув серіал, відчуття збудження від того, що він міг з'явитися в епізоді, повністю зникло. Крім того, вони різко розкритикували характеристики Малдера і Скаллі, назвавши Фокса персонажем, якого глядачі «більше не можуть впізнати», а Скаллі — «довірливою рибонькою» М. А. Кренг у книзі «Заперечуючи правду: перегляд „Секретних матеріалів“ після 11 вересня» також критично ставився до поводження з персонажами сценарію, стверджуючи, що Малдер і Скаллі в цьому епізоді «не схожі на персонажів, які ми знаємо». Він також скаржився, що в епізоді не розглядається центральна тема електронного спостереження більш детально. Том Кессеніч у книзі «Екзаменації» написав переважно негативну рецензію на епізод. Він висміяв серіал за те, що склалося враження, ніби Малдер кинув жінку, яку любив, і власну дитину. Він зазначив: «Тільки тому, що він ходить, розмовляє, а іноді і діє як „Цілком таємно“, це не означає — дійсно то є „Цілком таємно“».

## Знімалися
| Актор             | Роль             |
| ----------------- | ---------------- |
| Роберт Патрік     | Джон Доггетт     |
| Джилліан Андерсон | Дейна Скаллі     |
| Аннабет Гіш       | Моніка Рейєс     |
| Террі О'Квінн     | Людина-тінь      |
| Еллісон Сміт      | Патті            |
| Кетрін Джустен    | Агентка Еді Бол  |
| Фіц Г'юстон       | Керівник станції |
| Бріанна Пратер    | Молода жінка     |